# Acanthoclita argyrotorna
Acanthoclita argyrotorna is een vlinder uit de familie van de bladrollers (Tortricidae). De wetenschappelijke naam van de soort is, als Grapholita argyrotorna, voor het eerst geldig gepubliceerd in 1984 door Alexey Diakonoff.

## Type
- holotype: "male"
- instituut: NHMB, Bazel, Zwitserland
- typelocatie: "Indonesia, Central Sumba, Loko Jengo"